# Antonín Stavjaňa
Antonín Stavjaňa (* 10. února 1963 Gottwaldov) je český hokejový trenér, bývalý československý a později český hokejista.

## Hráčská kariéra
Na extraligové úrovni začínal s hokejem v sezóně 1981/1982 za Duklu Trenčín. Od sezóny 1984/1985 hrál za TJ Gottwaldov. V roce 1990 přestoupil do finského JoKP Joensuu, kde strávil jednu sezónu. Následně přestoupil do švédského týmu HV71. Na začátek sezóny 1994/95 se vrátil zpět do ČR, kde hrál následné čtyři sezóny za Vsetín. V roce 1998 ukončil svoji kariéru.

## Trenérská kariéra
Po ukončení hráčské kariéry v roce 1998 se stal trenérem ve Zlíně. V letech 2002–2004 byl asistentem trenéra české hokejové reprezentace. V sezóně 2010/2011 trénoval Karlovy Vary, odkud byl 24. ledna 2011 po domácí porážce 2:4 s Kometou Brno odvolán kvůli neuspokojivým výsledkům týmu zejména v domácím prostředí a celkovému postavení týmu v tabulce na rozhraní postupu do play-off. Dalších šest let strávil na Slovensku, kde nejprve na podzim 2011 vedl Košice a poté v letech 2012–2016 Nitru, se kterou získal v posledním ročníku titul. Od dubna 2016 do října 2017 trénoval Motor České Budějovice.. V sezóně 2023/2024 dovedl jako trenér k titulu ve slovenské extralize hokejisty Nitry. Na sezónu 2024/2025 se dohodl s pražskou Spartou, kde vytvořil tandem s Pavlem Grossem.

## Ocenění a úspěchy
- 1981 MEJ - Nejlepší obránce
- 1995 ČHL - Nejlepší obránce
- 1995 ČHL - Nejlepší veterán
- 1995 ČHL - Nejlepší hráč v pobytu na ledě v playoff (+/-)
- 1997 ČHL - Nejlepší obránce
- 1998 ČHL - Nejlepší veterán
- 1998 ČHL - Nejslušnější hráč
- 2012 Uveden do Síně slávy českého hokeje.
- 2024 Čestný občan města Nitry

## Klubová statistika
| Sezóna       | Klub                | Soutěž       |    | Základní část | Základní část | Základní část | Základní část | Základní část |   | Play off | Play off | Play off | Play off | Play off |
| Sezóna       | Klub                | Soutěž       | Z  | G             | A             | B             | TM            | Z             | G | A        | B        | TM       |          |          |
| 1980-81      | TJ Gottwaldov       | ČSHL         | 41 | 1             | 3             | 4             | 14            | —             | — | —        | —        | —        |          |          |
| 1981-82      | TJ Gottwaldov       | ČSHL         | 43 | 3             | 7             | 10            | —             | —             | — | —        | —        | —        |          |          |
| 1982-83      | ASVŠ Dukla Trenčín  | 1.ČSHL       | —  | 4             | —             | —             | —             | —             | — | —        | —        | —        |          |          |
| 1983-84      | ASVŠ Dukla Trenčín  | ČSHL         | 38 | 3             | 10            | 13            | 12            | —             | — | —        | —        | —        |          |          |
| 1984-85      | TJ Gottwaldov       | ČSHL         | 43 | 5             | 6             | 11            | 10            | —             | — | —        | —        | —        |          |          |
| 1985-86      | TJ Gottwaldov       | ČSHL         | 34 | 10            | 8             | 18            | 12            | 5             | 1 | 3        | 4        | —        |          |          |
| 1986-87      | TJ Gottwaldov       | ČSHL         | 33 | 11            | 7             | 18            | 10            | 7             | 1 | 2        | 3        | —        |          |          |
| 1987-88      | TJ Gottwaldov       | ČSHL         | 40 | 10            | 15            | 25            | 21            | —             | — | —        | —        | —        |          |          |
| 1988-89      | TJ Gottwaldov       | ČSHL         | 43 | 11            | 12            | 23            | 12            | —             | — | —        | —        | —        |          |          |
| 1989-90      | TJ Zlín             | ČSHL         | 46 | 7             | 14            | 21            | —             | —             | — | —        | —        | —        |          |          |
| 1990-91      | JoKP                | I.div.       | 42 | 13            | 35            | 48            | 10            | —             | — | —        | —        | —        |          |          |
| 1991-92      | JoKP                | SM-l         | 44 | 9             | 11            | 20            | 24            | —             | — | —        | —        | —        |          |          |
| 1992-93      | HV71                | SEL          | 39 | 2             | 11            | 13            | 14            | —             | — | —        | —        | —        |          |          |
| 1993-94      | HV71                | SEL          | 39 | 4             | 13            | 17            | 20            | —             | — | —        | —        | —        |          |          |
| 1994-95      | HC Dadák Vsetín     | ČHL          | 41 | 1             | 15            | 16            | 20            | 11            | 4 | 4        | 8        | 4        |          |          |
| 1995-96      | HC Dadák Vsetín     | ČHL          | 34 | 8             | 19            | 27            | 14            | 13            | 2 | 2        | 4        | 0        |          |          |
| 1996-97      | HC Petra Vsetín     | ČHL          | 43 | 9             | 9             | 18            | 10            | 10            | 0 | 5        | 5        | 2        |          |          |
| 1997-98      | HC Petra Vsetín     | ČHL          | 44 | 5             | 6             | 11            | 24            | 10            | 0 | 4        | 4        | 10       |          |          |
| 1999-00      | HC Uherské Hradiště | 2.ČHL        | 5  | 0             | 0             | 0             | 0             | —             | — | —        | —        | —        |          |          |
| Celkem v SEL | Celkem v SEL        | Celkem v SEL | 78 | 6             | 24            | 30            | 34            | —             | — | —        | —        | —        |          |          |

## Reprezentace
Za československou a za českou hokejovou reprezentaci odehrál Antonín Stavjaňa celkem 231 utkání, což ho řadí na 7. místo historického pořadí.
| Rok                       | Tým                       | Soutěž                    | Z  | G  | A  | B  | TM |
| ------------------------- | ------------------------- | ------------------------- | -- | -- | -- | -- | -- |
| 1980                      | Československo 18         | MEJ                       | 5  | 0  | 0  | 0  | 2  |
| 1981                      | Československo 18         | MEJ                       | 5  | 2  | 2  | 4  | 0  |
| 1981                      | Československo 20         | MSJ                       | 5  | 0  | 1  | 1  | 0  |
| 1982                      | Československo 20         | MSJ                       | 7  | 0  | 7  | 7  | 4  |
| 1983                      | Československo 20         | MSJ                       | 7  | 0  | 1  | 1  | 4  |
| 1984                      | Československo            | KP                        | 5  | 0  | 0  | 0  | 4  |
| 1985                      | Československo            | MS                        | 10 | 1  | 4  | 5  | 8  |
| 1986                      | Československo            | MS                        | 10 | 2  | 3  | 5  | 4  |
| 1987                      | Československo            | KP                        | 6  | 0  | 1  | 1  | 2  |
| 1987                      | Československo            | MS                        | 9  | 1  | 1  | 2  | 8  |
| 1988                      | Československo            | OH                        | 8  | 4  | 5  | 9  | 4  |
| 1989                      | Československo            | MS                        | 10 | 1  | 3  | 4  | 2  |
| 1990                      | Československo            | MS                        | 9  | 0  | 1  | 1  | 4  |
| 1993                      | Česko                     | MS                        | 8  | 0  | 1  | 1  | 4  |
| 1994                      | Česko                     | OH                        | 8  | 0  | 0  | 0  | 2  |
| 1995                      | Česko                     | MS                        | 7  | 1  | 0  | 1  | 8  |
| 1996                      | Česko                     | MS                        | 8  | 1  | 2  | 3  | 0  |
| Juniorská kariéra celkově | Juniorská kariéra celkově | Juniorská kariéra celkově | 29 | 2  | 11 | 13 | 10 |
| Seniorská kariéra celkově | Seniorská kariéra celkově | Seniorská kariéra celkově | 98 | 11 | 21 | 32 | 50 |